# Palais Potocki
Le palais Potocki (en ukrainien : палац Потоцьких) est construit en 1889-1890 à Lviv par l'architecte Louis Dauvergne, pour la grande famille aristocratique polonaise Potocki, dans le style d'un hôtel particulier français.

## Historique
Il fut modifié par Julian Cybulski et Ludwik Baldwin-Ramułt.
Il fut confisqué par le pouvoir soviétique en 1940. Actuellement il est une extension de la Galerie d'art de Lviv. Il est au Registre national des monuments d'Ukraine sous le no 46-101-0688.

## Voir aussi

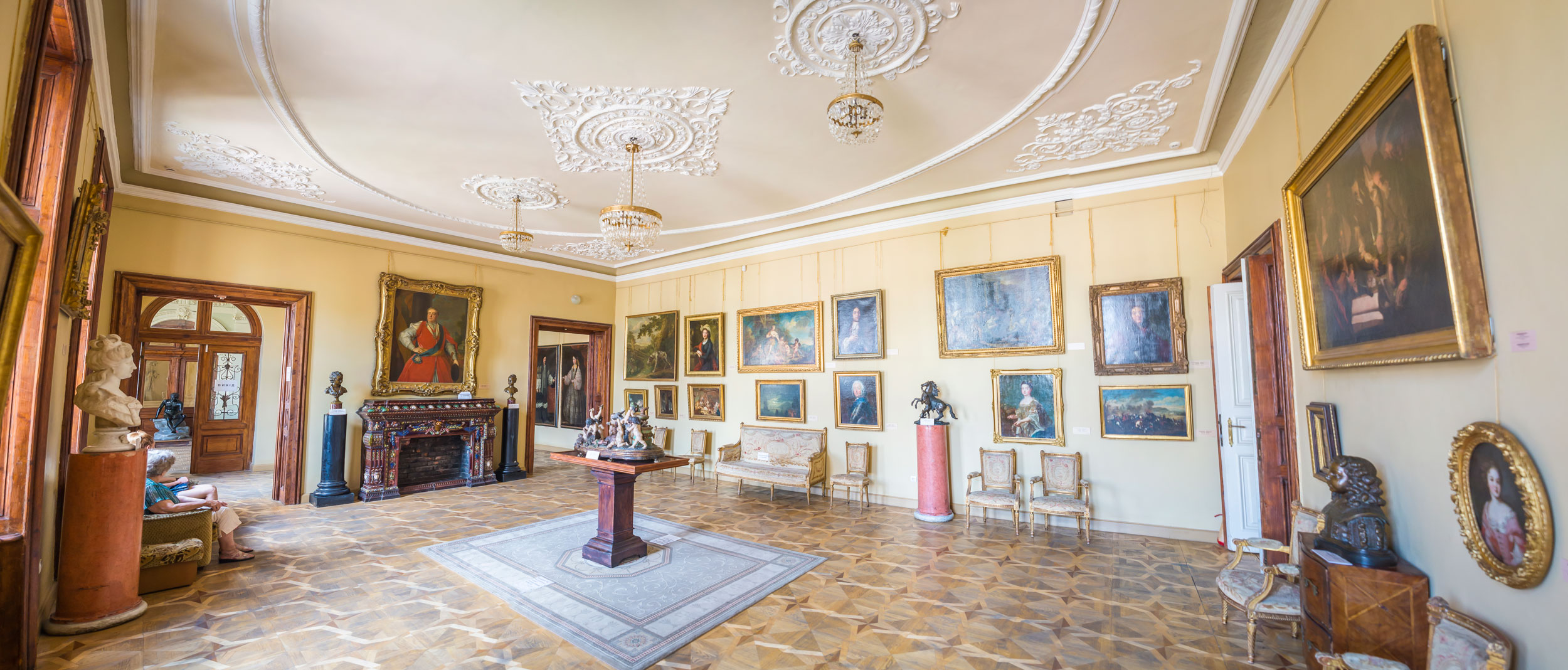
Intérieur avec L'Argent versé de Georges de La Tour au mur à droite.
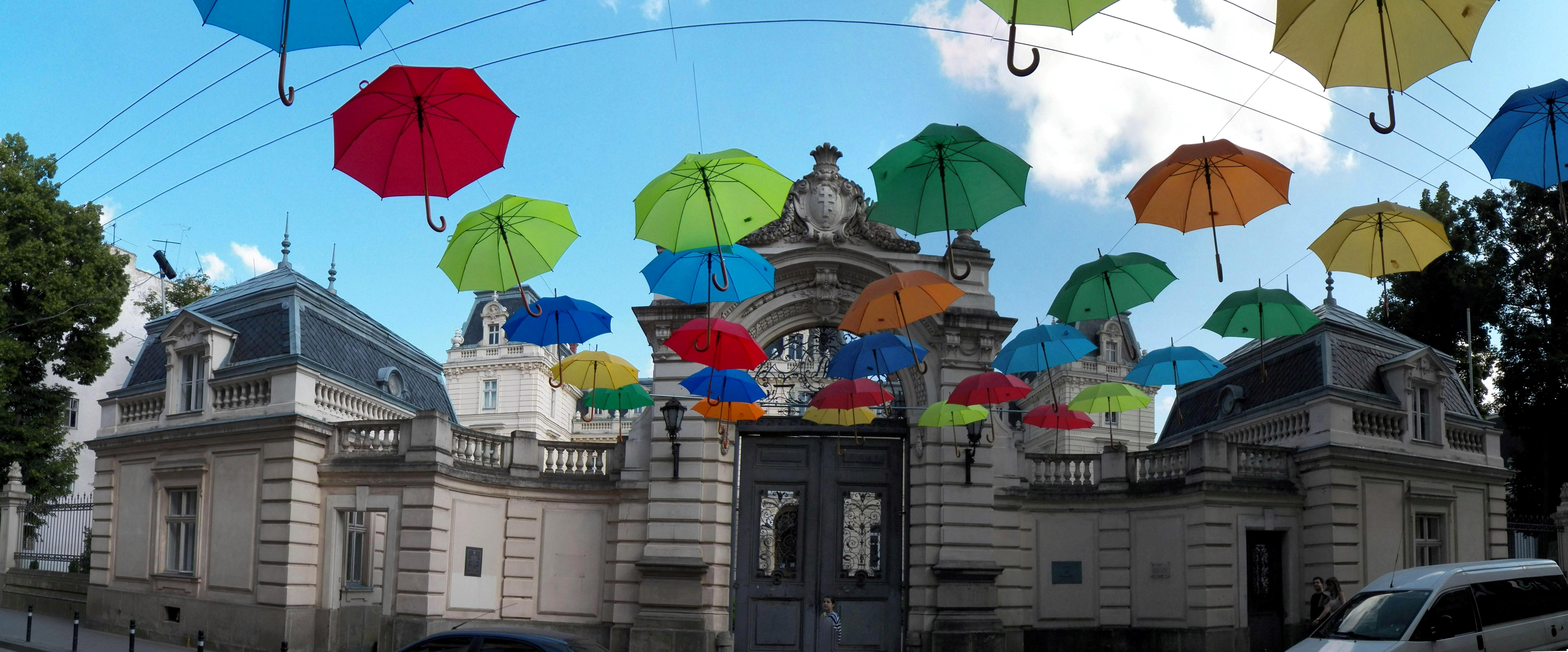
Exposition en extérieur.